# Mikołaj Giseler
Mikołaj Giseler (XIV w.) – pierwszy znany burmistrz Cieszyna.
Z zawodu był konwisarzem. Jako burmistrz figurował na dokumencie z 1387 roku. Dokument ten nie zachował się nawet w odpisie.